# Jüdischer Friedhof (Lathen)

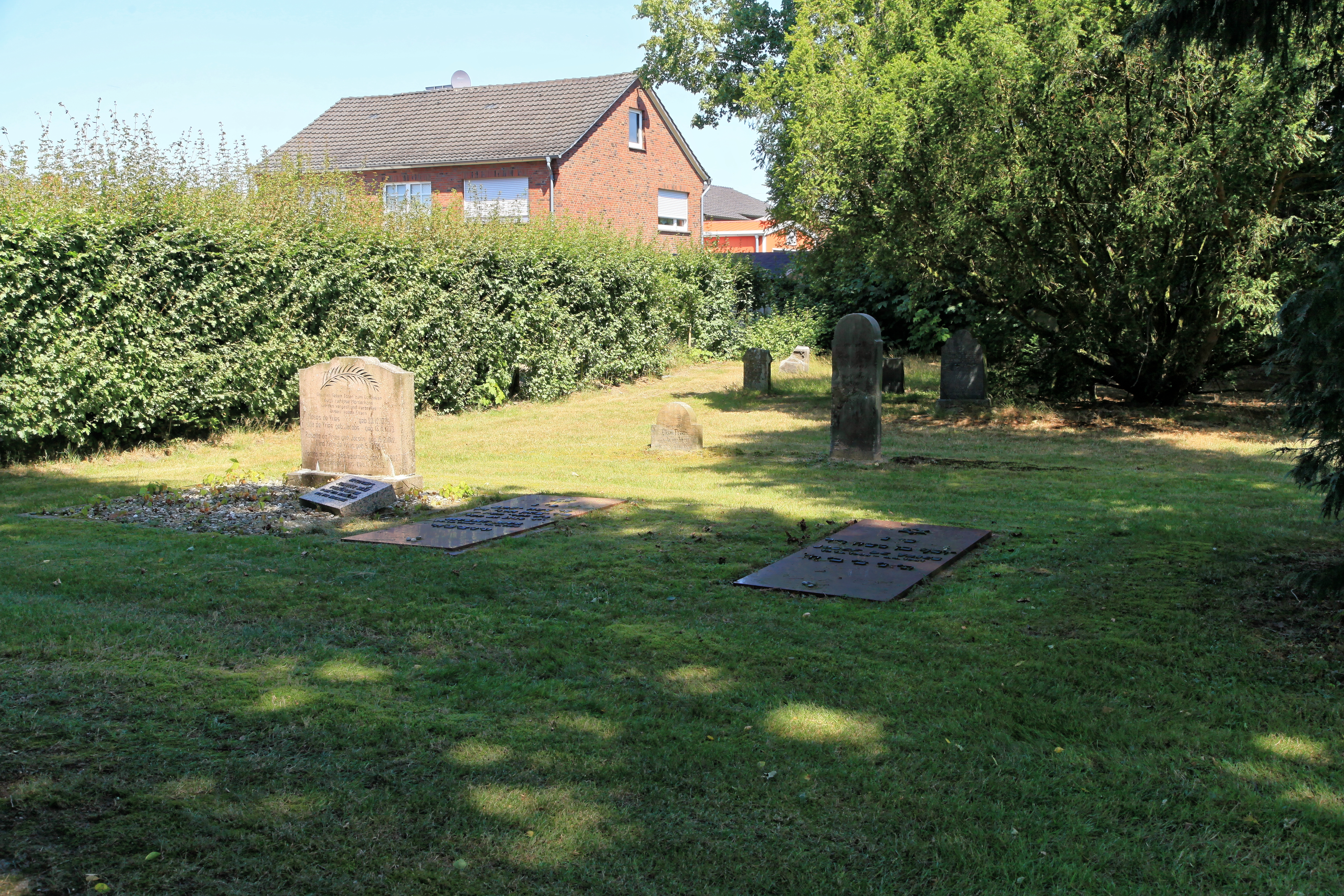
Der jüdische Friedhof an der Melstruper Straße (Juli 2019)

Der Jüdische Friedhof Lathen befindet sich in der niedersächsischen Gemeinde Lathen im Landkreis Emsland.

## Beschreibung

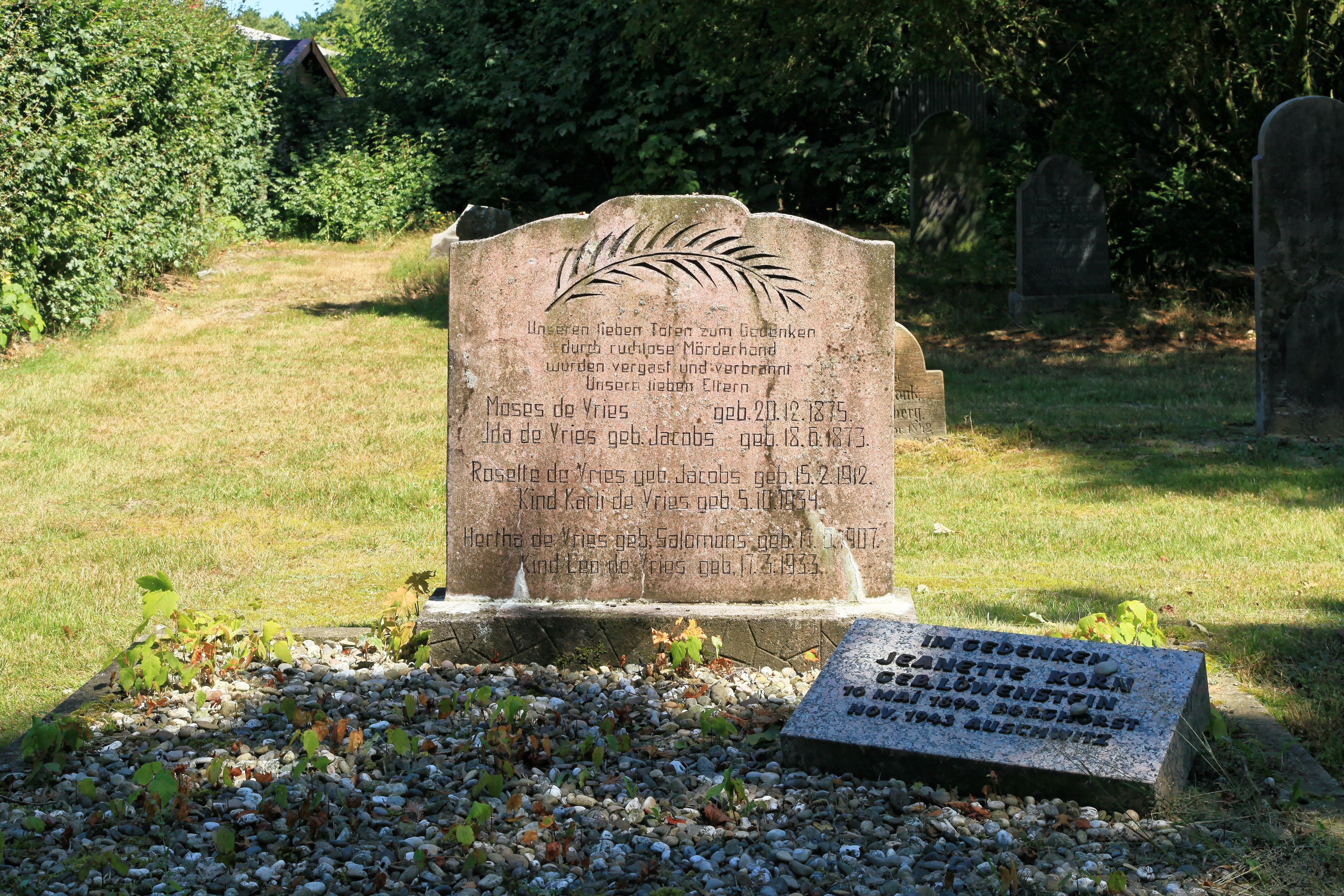
Der Gedenkstein aus dem Jahr 1947

Der Friedhof liegt an der Melstruper Straße nahe der Bahnlinie im Nordosten des Ortes und grenzt an den evangelischen Friedhof. Auf dem 978 m² großen Friedhof, der während der NS-Zeit geschändet wurde, sind 12 Grabsteine erhalten. Seit 1960 befindet er sich im Besitz des Landesverbandes der Jüdischen Gemeinden von Niedersachsen. Seit 1975 ist die Gemeinde Lathen für die Pflege zuständig. Im Jahr 1981 fand die letzte Bestattung statt. Einen Gedenkstein auf dem Friedhof ließen die Brüder Ludwig und Josef de Vries – beide Überlebende des Holocausts – in Gedenken an ihre Eltern, Ehefrauen und Kinder, die deportiert und in Auschwitz ermordet wurden, im Jahr 1947 setzen.